# Карасайский сельский округ (Акмолинская область)
Караса́йский се́льский окру́г (каз. Қарасай ауылдық округі) — административная единица в составе Аккольского района Акмолинской области Казахстана. 
Административный центр — аул Кына.

## История
В 1989 году существовал как — Искровский сельсовет (село Искра).
В периоде 1991—1998 годов:
- сельсовет был преобразован в сельский округ в соответствии с реформами административно-территориального устройства Республики Казахстан;
- в состав сельского округа вошла территория упразднённого Одесского сельского округа (село Степок).

Постановлением акимата Акмолинской области от 10 декабря 2009 года № а-13-532 и решением Акмолинского областного маслихата от 10 декабря 2009 года № 4С-19-5 «Об упразднении и преобразовании некоторых населенных пунктов и сельских округов Акмолинской области по Аккольскому, Аршалынскому, Астраханскому, Атбасарскому, Енбекшильдерскому, Зерендинскому, Есильскому, Целиноградскому, Шортандинскому районам» (зарегистрированное Департаментом юстиции Акмолинской области 20 января 2010 года № 3344):
- в административное подчинение Искровского сельского округа было передано село Минское упразднённого Минского сельского округа.

Постановлением акимата Акмолинской области от 10 декабря 2009 года № а-13/533 и решением Акмолинского областного маслихата от 10 декабря 2009 года № 4С-19-6 «О переименовании некоторых населенных пунктов и сельских округов Акмолинской области по Аккольскому и Целиноградскому районам» (зарегистрированное Департаментом юстиции Акмолинской области 20 января 2010 года № 3346):
- Искровский сельский округ был переименован в Карасайский сельский округ;
- село Искра было переименовано а позже преобразовано в аул Кына;
- село Степок было переименовано в село Карасай.

Постановлением акимата Акмолинской области от 14 декабря 2018 года № А-12/547 и решением Акмолинского областного маслихата от 14 декабря 2018 года «О переименовании населенных пунктов Аккольского района Акмолинской области» (зарегистрированное Департаментом юстиции Акмолинской области 29 декабря 2018 года № 7007):
- село Минское было переименовано в село Сазды булак.

## Население
| Численность населения | Численность населения | Численность населения |
| 1989                  | 1999                  | 2009                  |
| --------------------- | --------------------- | --------------------- |
| 1667                  | ↗2127                 | ↘1356                 |

## Состав
| № | Населённый пункт | Тип населённого пункта      | Население, 1989 | Население, 1999 | Население, 2009 |
| - | ---------------- | --------------------------- | --------------- | --------------- | --------------- |
| 1 | Карасай          | село                        | 1 218           | 861             | 497             |
| 2 | Кына             | аул, административный центр | 1 667           | 1 266           | 859             |
| 3 | Сазды булак      | село                        | 1 351           | 1 083           | 472             |

## Местное самоуправление
Аппарат акима Карасайского сельского округа — аул Кына, улица Тауелсиздик, 2.
- Аким сельского округа — Зейб Юрий Викторович[1].
- Депутат Аккольского районного маслихата по Карасайскому сельскому округу — Сихимбаев Тлеухабил Кусаинович[10].